# نرخ بهره استقراض بین‌بانکی لندن

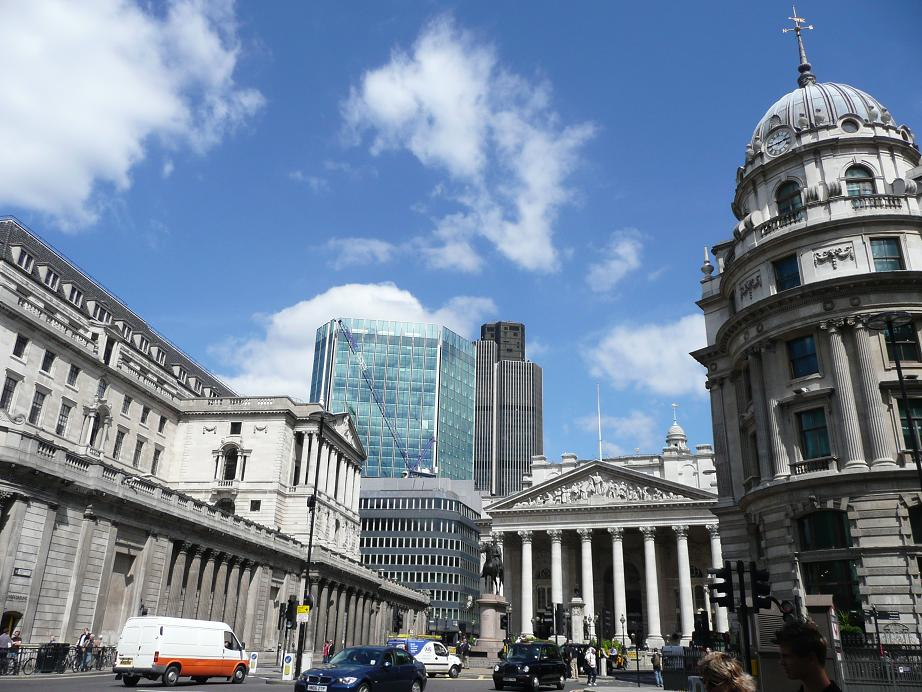
تصویر بانکی در لندن

نرخ بهره استقراض بین‌بانکی لندن (به انگلیسی: London Interbank Offered Rate) که اغلب از آن با عنوان اختصاری «لیبور» (به انگلیسی: LIBOR) یاد می‌شود، نرخ سود متوسطی است که به صورت روزانه توسط بانک‌های اصلی لندن تعیین می‌شود و به وسیله آن بانک‌ها از یک‌دیگر با نرخ بهره‌ای پائین‌تر از نرخ‌های بهره معمول پول استقراض می‌کنند. بانک‌هایی که با کمبود موقت نقدینگی مواجه شده‌اند، از این پول برای قرض‌دادن به مشتریان‌شان استفاده می‌کنند.
در بریتانیا، سازمان خدمات مالی بریتانیا مسئولیت نظارت بر نحوه مراحل نرخ بهره استقراض بین‌بانکی لندن را برعهده دارد.
معادل نرخ بهره استقراض بین‌بانکی لندن در اتحادیه اروپا، «یوریبور» (به انگلیسی: Euribor) نام دارد که برای مبادلات بین‌بانکی بانک‌های فعال در معاملات حوزهٔ یورو کاربرد دارد.

## نحوه محاسبه نرخ لیبور
در نظام وام‌دهی متقابل بین‌بانکی، بانکی که با کمبود موقت نقدینگی مواجه شده‌است، برای تأمین جریان مالی خود، از بانکی که دارای مازاد نقدینگی است وام کوتاه‌مدت دریافت می‌کند و به این ترتیب، لزومی ندارد تا مبالغ زیادی پول نقد را بدون استفاده نگهداری کند. نرخی که بانک وام‌دهنده از بانک وام‌گیرنده مطالبه می‌کند، منعکس‌کننده ارزیابی وام‌دهنده از اعتبار و توانایی مالی بانک وام‌گیرنده است.
برای محاسبه لیبور، از هر یک از بانک‌های اصلی در لندن خواسته می‌شود تا هر روز، نرخی را که بانک‌های دیگر برای وام دهی به آن مطالبه می‌کنند، و نرخی که همین بانک برای وام‌دهی به بانک‌های دیگر در نظر می‌گیرد را در اختیار یک مرکز مشخص قرار دهد. متوسط این نرخ‌ها، نرخ لیبور را تشکیل می‌دهد.